# Gilla (Abensberg)
Die Einöde Gilla  ist ein Ortsteil der Stadt Abensberg im Landkreis Kelheim in Niederbayern.

## Lage

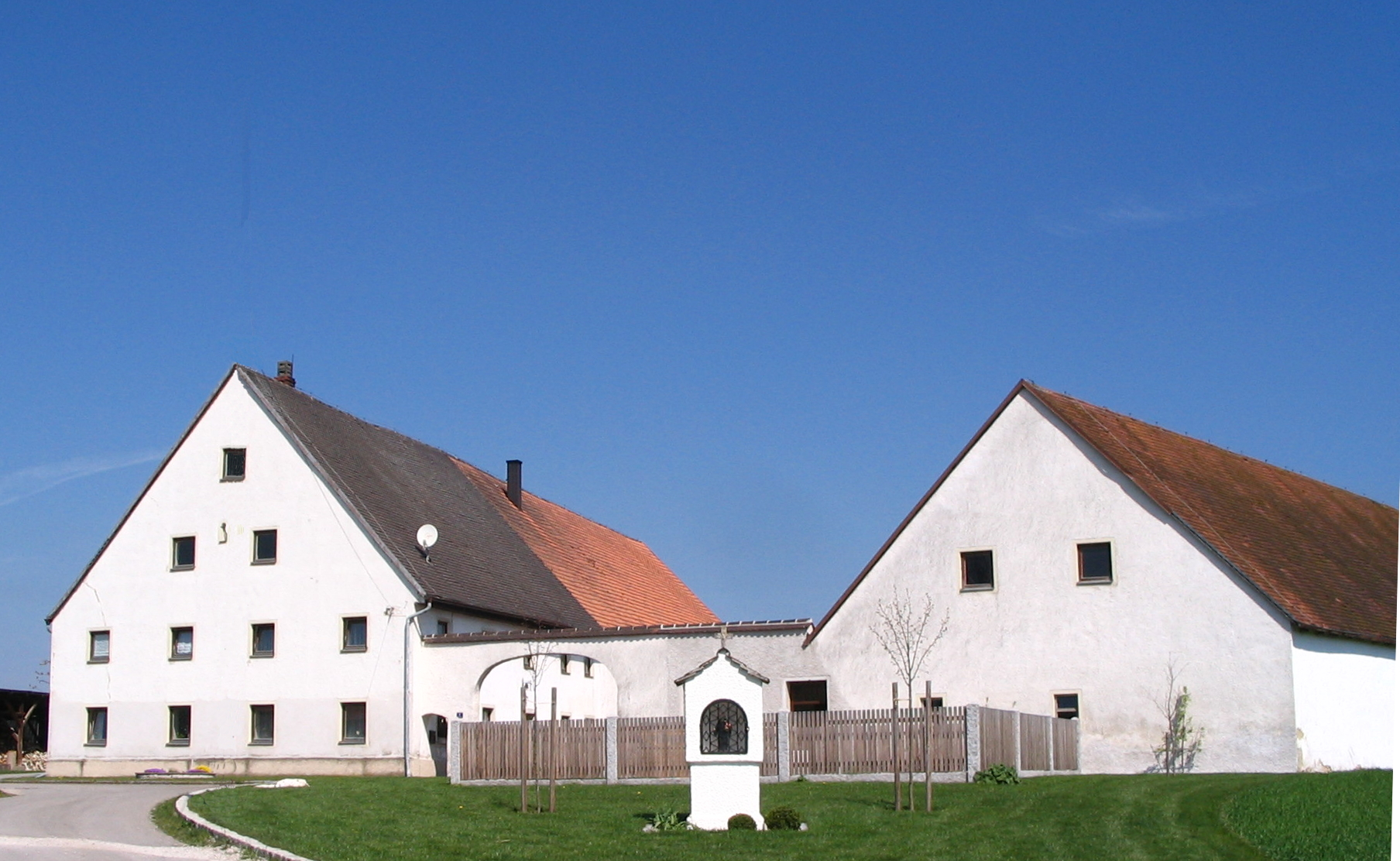
Gillahof

Der Ort liegt in westlicher Richtung vor den Toren der Stadt Abensberg auf einer leichten Erhebung in den Ebenen des Abenstales. Regensburg ist in östlicher Richtung zirka 45 km und Ingolstadt in westlicher 30 km entfernt. München liegt etwa 90 km südlich des Ortes.

## Geschichte
Zu der Einöde, die ursprünglich St. Gilg am Moos hieß, gehörte eine in den Wirren der Säkularisation abgebrochene kleine Kirche, die dem Nothelfer Ägidius geweiht war. Diese Kirche war, urkundlich nachweisbar seit dem Jahr 1313, Ziel einer viel besuchten, jährlich im Monat September stattfindenden Wallfahrt. Aus dem dort abgehaltenen Waren- und Viehmarkt entwickelte sich das Volksfest Gillamoos. Seit 1583 wird der Jahrmarkt an seinem heutigen Platz vor den Toren der historischen Altstadt von Abensberg gefeiert. 2013 wurde zur Erinnerung an die beseitigte Kirche an historischer Stelle die Gillamooskapelle St. Ägidius errichtet.

## Wirtschaft
Auf der Einöde wird Landwirtschaft betrieben.